# 鼻錐
鼻錐，亦作頭錐或前錐，用來指火箭、導彈或飛機等各種飛行器前端的部份。鼻錐的存在是為了減低空氣動力學上因為運動而產生的湍流，減低飛行器在飛行時受到的阻力。鼻錐的設計亦可用於在陸地或水底高速行走的運輸工具。
在火箭的鼻錐，一般都設計成一個小室，可以用來存放人造衛星、儀器、動物、植物或其他需要攜帶的輔助儀器，而且它的外殼必須能夠承受因為空氣動力熱所產生的高熱。對於超音速飛行器的設計，鼻錐的設計尤其重要。這是因為在飛行器起動時，一般的速度都較低，適合使用流線型的鼻錐；但當飛行器提速至接近音速時，飛行器需要一個尖銳的鼻錐，以突破音障。所以，這些飛行器都有一個可以變換的鼻錐。一般飛機的鼻錐內裝有雷達，因此鼻錐不能與機身蒙皮一樣使用金屬材質，但為降低雷達受損的機率，鼻錐會嵌有幾條金屬線做為避雷，雷擊時金屬線會吸收電流導到金屬的機身，再由放電條釋放回大氣。